# Palacio de Biebrich

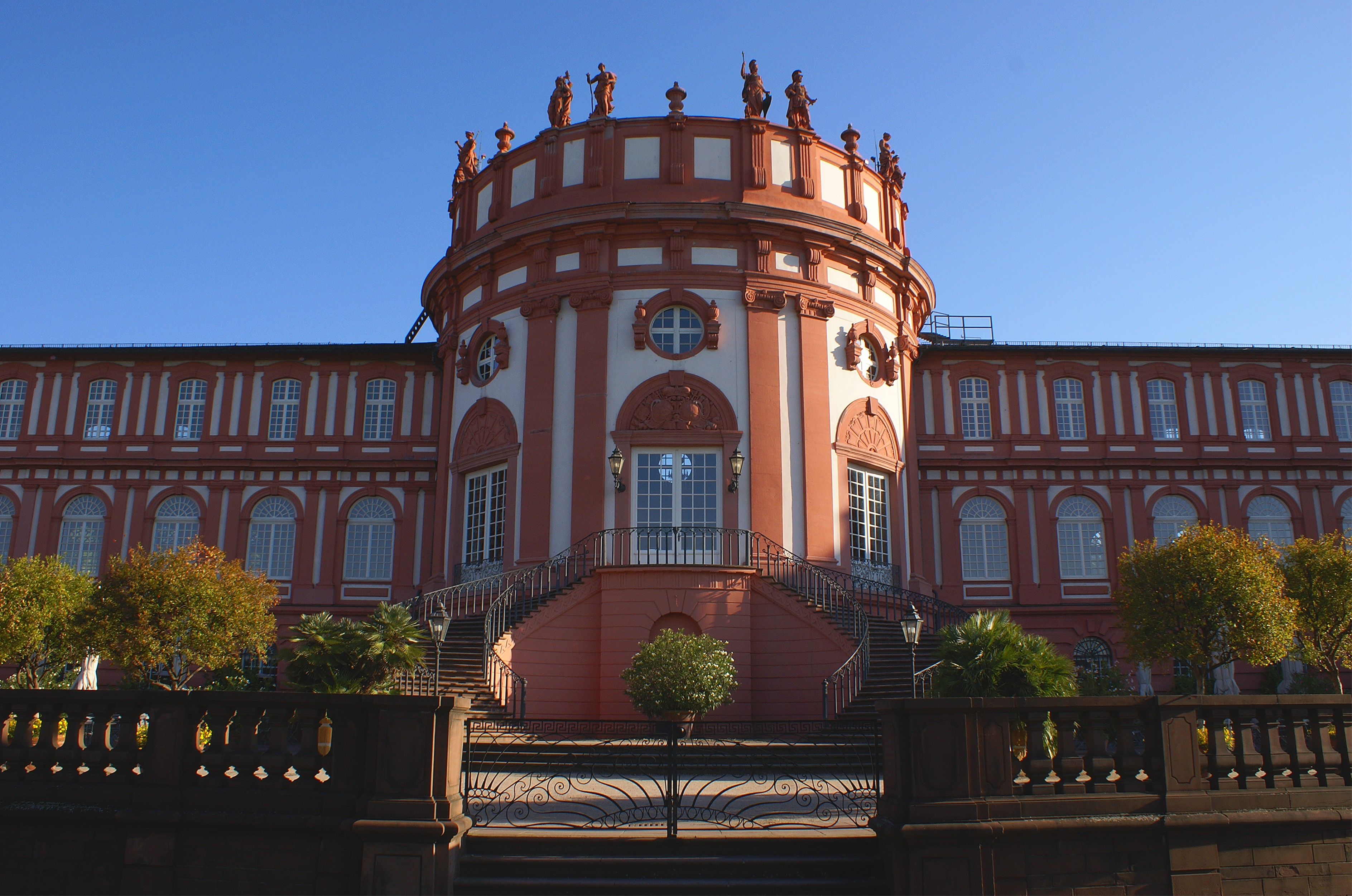
La fachada en agosto de 2007.

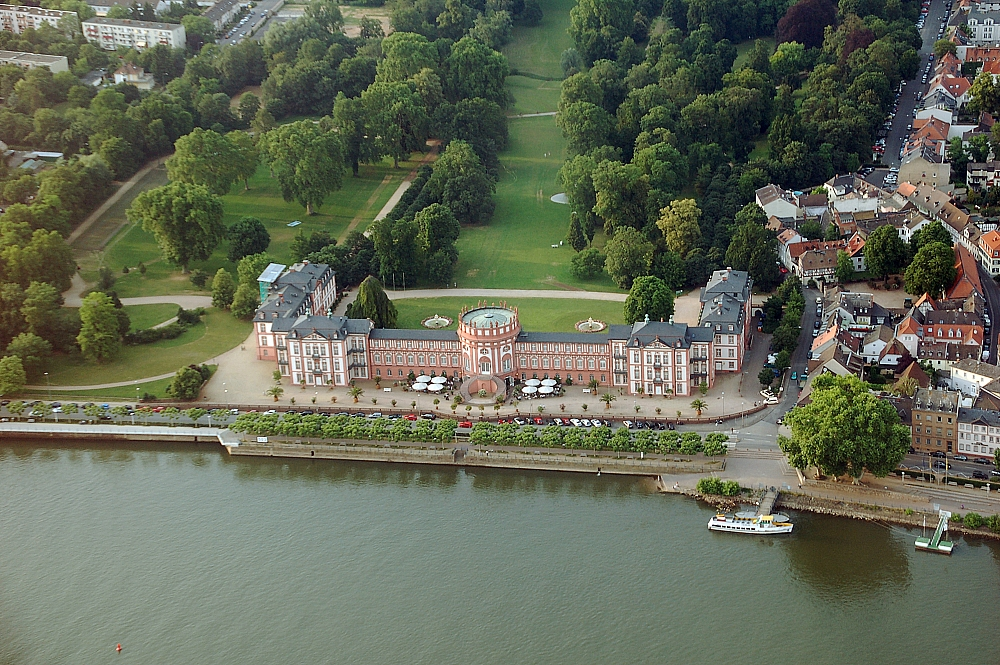
Palacio de Biebrich y jardines.

El palacio de Biebrich (del alemán: Schloss Biebrich) en el distrito municipal de Biebrich de la ciudad de Wiesbaden, Alemania, fue la residencia de los duques de Nassau desde 1816 hasta de 1866.

## Historia
El Conde Jorge Augusto Samuel de Nassau-Idstein, elegido príncipe en 1688, quería una sede de autoridad más impresionante que su palacio en Idstein en el Taunus. Primero se trasladó a Wiesbaden, y más tarde a Biebrich (en ese tiempo un municipio separado de Wiesbaden). Empezó a erigirse un palacio en la inmediata vecindad del Rin, frente al Biebricher Wörth. La estructura fue diseñada por el arquitecto barroco Julius Ludwig Rothweil y fue completada en 1702. Todavía sobrevive como Pabellón Oeste del palacio. Solo cuatro años más tarde, se construyó una estructura duplicada solo a 86 metros al este. Mientras que el Pabellón Oeste estaba reservado para el príncipe y su séquito, el Pabellón Este servía a su esposa.
El príncipe Jorge Augusto Samuel empezó a ampliarlo en 1707. El arquitecto barroco Johann Maximilian von Welsch enlazó los dos pabellones con una galería y construyó un salón de baile circular en el centro exacto. La Rotonda fue completada en 1721, dando al palacio de Biebrich su distintiva apariencia.
A la muerte de Jorge Augusto Samuel, la Casa de Nassau-Idstein se extinguió y el palacio pasó a la línea Nassau-Usingen. El príncipe Carlos de Nassau-Usingen decidió, después de la inauguración en 1734, trasladar su residencia permanente a Biebrich. Dicha residencia y sede de gobierno exigía nuevas instalaciones, así que el arquitecto barroco Friedrich Joachim Michael Stengel diseñó la actual ala oriental. Solo tres años más tarde, Stengel construyó la idéntica ala oriental. Los jardines fueron diseñados por el paisajista Friedrich Ludwig von Sckell en 1817 a petición del duque Guillermo de Nassau.
Carlota, Gran Duquesa de Luxemburgo, vendió el palacio al Estado de Prusia en 1935. Gravemente dañado durante la Segunda Guerra Mundial, fue renovado y parcialmente reconstruido entre 1980 y 1982 por el Estado de Hesse. Hoy en día es utilizado por el gobierno del Estado federado de Hesse con propósitos de representación y alberga la agencia del Estado de conservación histórica.